# IMI タボールAR21
IMI タボール TAR-21（IMI Tavor TAR-21）は、イスラエルのIMI社の小火器部門が最初に設計し、その後小火器部門が分離独立した民間銃器メーカーであるイスラエル・ウェポン・インダストリーズ社が生産・販売する、元はイスラエル国防軍向けに開発したブルパップ方式アサルトライフルであり、同社の主力製品のひとつである。

## 概要
「タボール」（ヘブライ語：תבור「変貌」）とは、旧約聖書に登場し、新約聖書においてもイエスが昇天したと伝えられているガリラヤ地方のタボール山（Mt.Tavor、Taborとも表記されるが、これはヘブライ語のVとBはほぼ同じ発音であることに起因する）から取られた。機種型式（基礎モデル）名および通称として使われる「TAR-21」とは「Tavor Assault Rifle - 21st Century=21世紀のタボール・アサルトライフル」の略である。
ちなみにタボールと同時期に登場したアサルトライフルには、21世紀を目前に設計されたことから、タボールと同様に次世代の軍用小銃という意味合いで「21」を付けたアサルトライフルが数種存在する。有名なものでは、シンガポールSTK社設計のSAR21、イスラエル設計のガリル・アサルトライフルをライセンス生産している南アフリカデネル・グループ・ベクター設計のCR21がある。

## 開発された背景

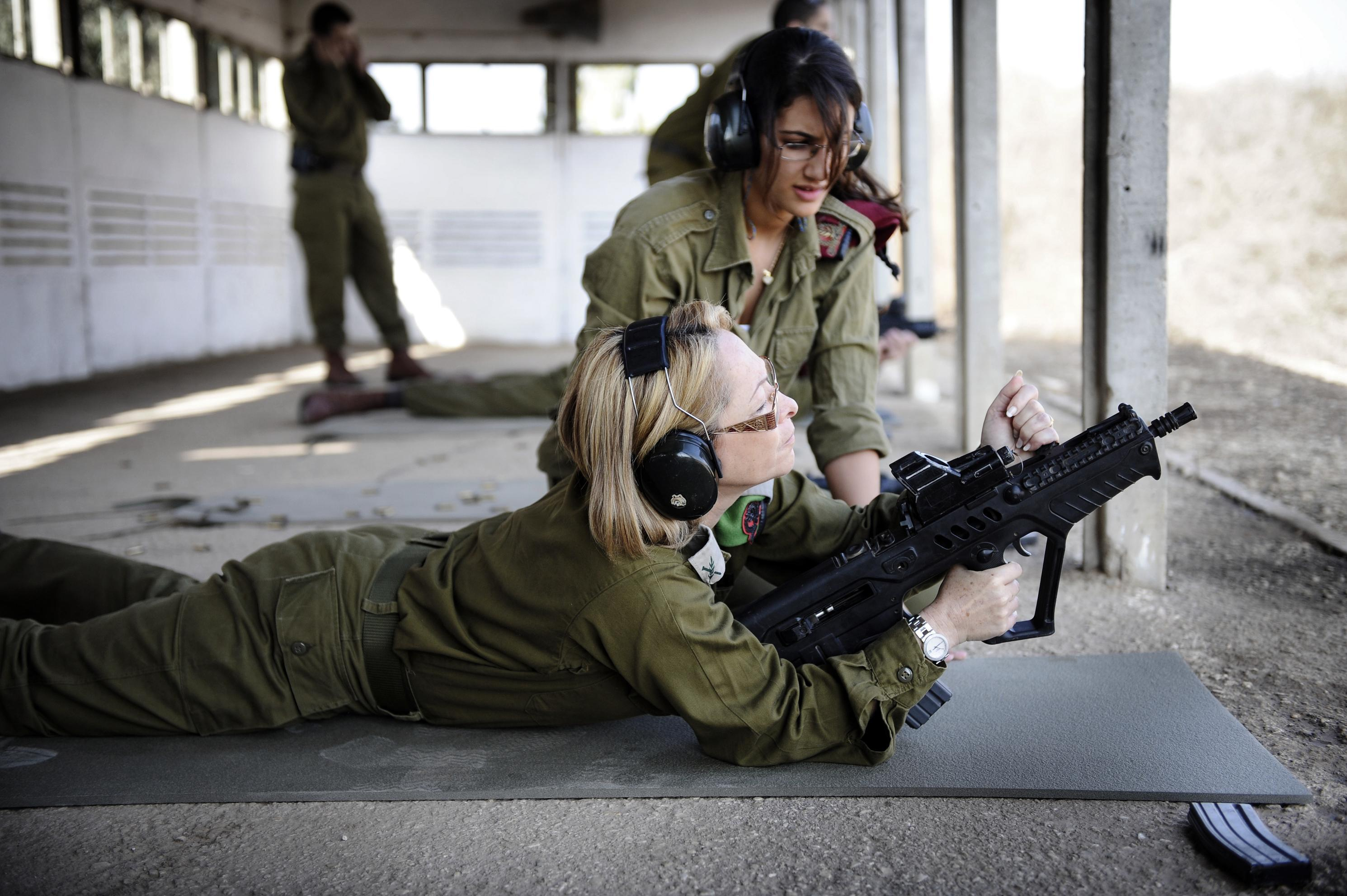
高級将校向けのイベントにおいて、タボールによる射撃訓練を受けるイスラエル軍女性准将

タボールが設計された背景には、アメリカ軍から格安で購入してイスラエル軍に支給されていたM16A1、CAR-15、そして軍の一部に支給されていたガリルを置き換えることと、輸出用が主体として設計されていたガリルが旧式化したことにある。
このため、イスラエル軍の近代化と現代の兵器マーケットに対応するため、新型アサルトライフルの開発をイスラエル軍はIMI社の小火器部門（当時）に命じた。その後、IMI社のデザイナーであったポーランド出身のザルマン・シェベス（Zalman Shebs）を開発責任者とするチーム「フォームテック」が組織され、1994年より試作品「AAR90」（アドバンス・アサルト・ライフル90）として5世代に渡り研究開発が続けられた。
当時のイスラエル軍が主として提示した"車両からの出入りや市街戦を容易に行うべく全長は短く、だが野戦時でも平坦な中東の戦場に対応するため射程や威力は十分に確保する"と言う条件を満たすライフルはブルパップ方式であるとチームは判断し、彼らが他の各国のアサルトライフルを比較・研究して開発し、1997年に基礎を確立させた結果が、この「タボール」なのである。
完成型は1999年のミリポルで初公開された。

## 特徴・基本仕様

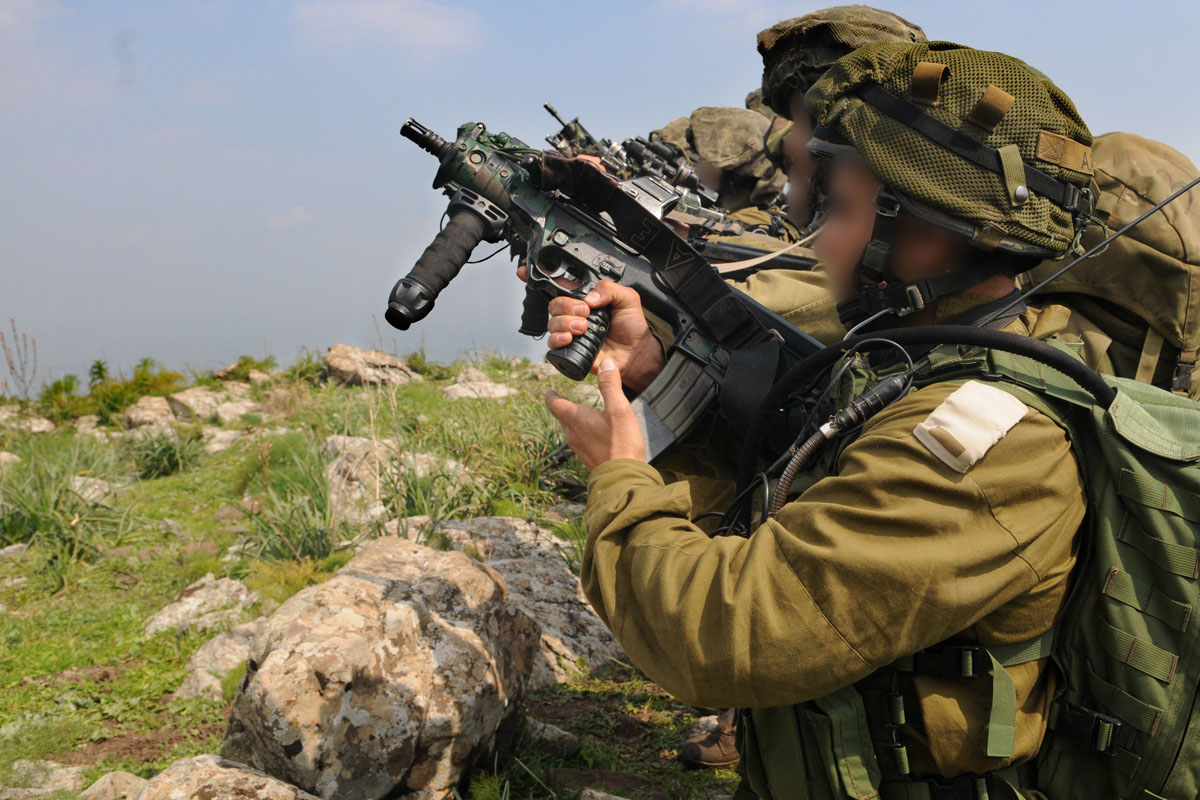
マイクロタボールを使用するイスラエル軍特殊部隊エゴズ大隊の兵士

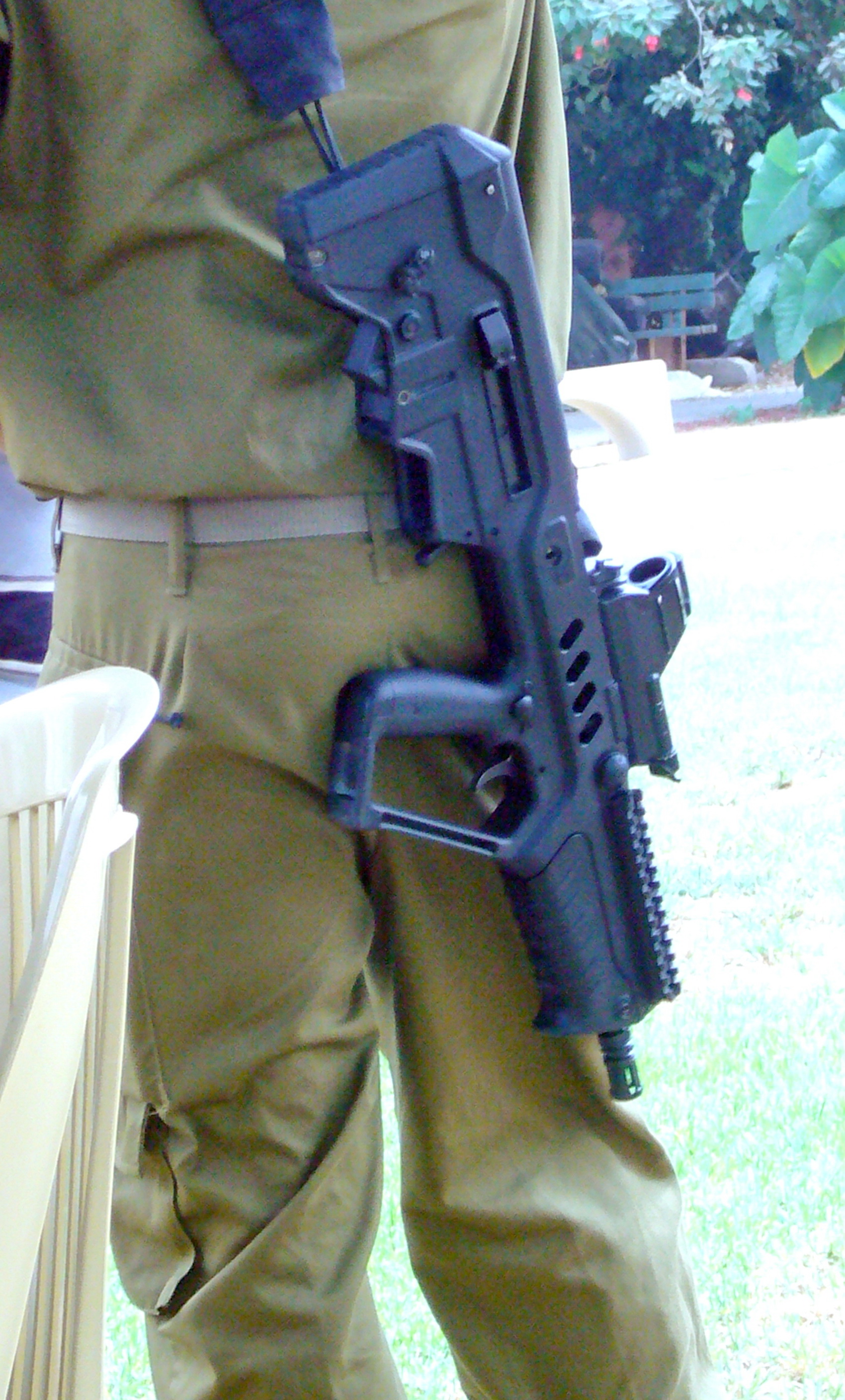
タボール（CTAR-21）を携帯するイスラエル兵

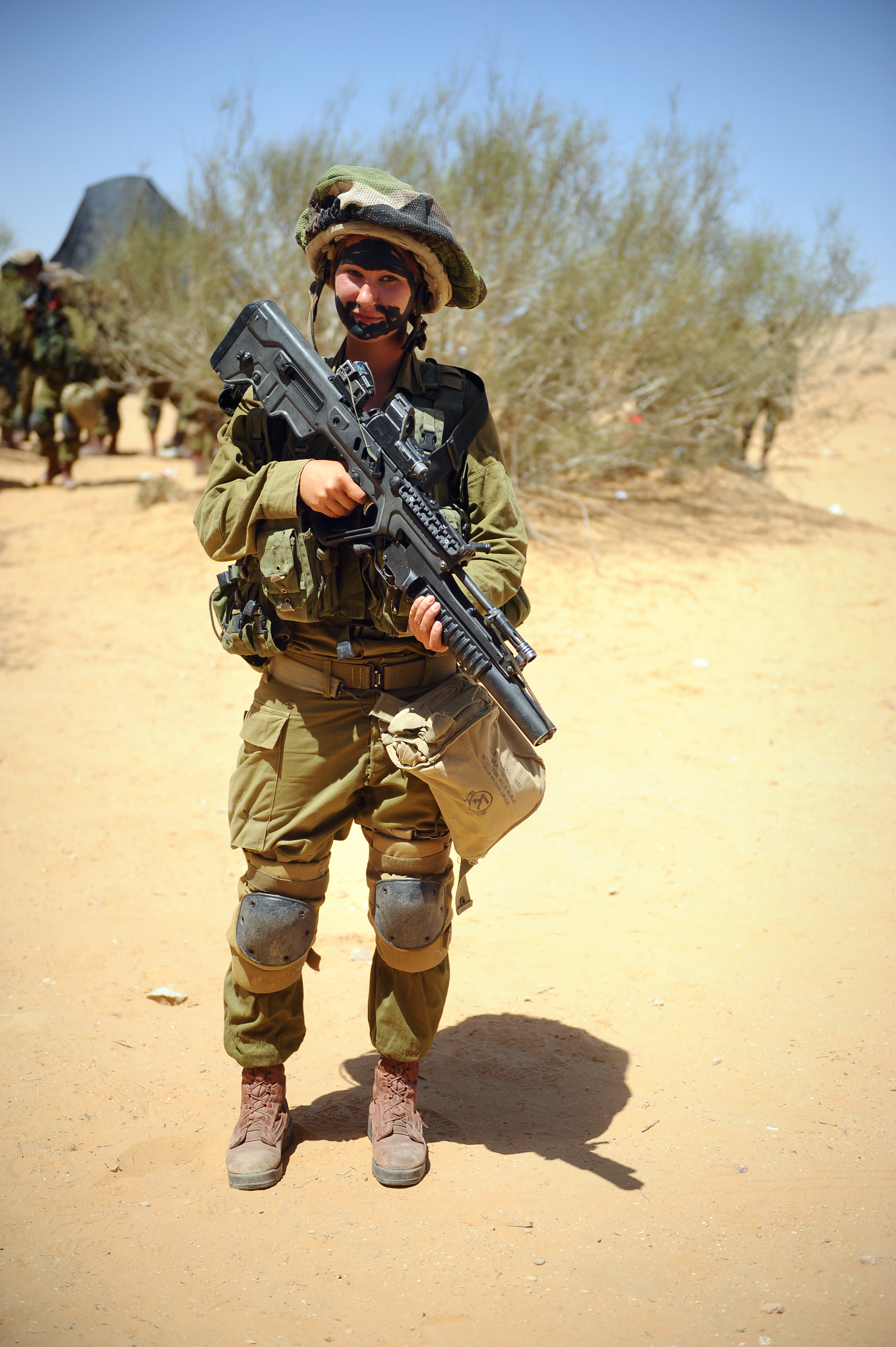
M203グレネードランチャー付タボールを持つカラカル大隊の女性兵士

ステアー社で設計されたAUGの初期型のストックにハンドガードを追加し、なおかつ「ごつく」したような、イスラエル製らしい外見をしたブルパップ方式のスタイルである。トリガーガードと一体化したグリップ上部にはバレルを冷却させるための通風孔がある。肩付けする部分のバットプレートは開閉可能で、内部にあるボルトを取り出して掃除することが可能である。コッキングハンドル（手で操作して弾を薬室に送り込むための可動式取っ手）部分はバレル冷却用の通風孔を兼ねている。このコッキングハンドルは独立式であり、ボルトの動きとは連動しないため、射撃中に動く事はない。バレルがレシーバー以外の部位には直接接触しない「フリーフローティング方式」を採用し、射撃時の命中精度の安定化を図るとともに、フルオート射撃時のバレル加熱によるストックの溶け出しを防止している。
外観のストックにはAUGと同様のセンサテック（合成樹脂）を採用し、内部パーツにはセンサテックとアルミニウム合金を多用している。これにより後述するスタンダード仕様・TAR-21では約2,800g（全オプションパーツ無し）という、アサルトライフルでは一、二を争う軽さを誇り、腐食にも強い。主要機器があるストック後部に重量を集中させることで、即座に銃身を持ち上げ構えて戦闘態勢へ移りやすくしている反面で、バランスが後方寄りになりやすく、人によっては構えた時の安定性が悪く感じる問題も残されている（ただし、これについては後述のバイポッド（二脚）、M203 グレネードランチャー、フォアグリップなどを取り付け、前方への重量を増やせば若干改善できる）。
外部デザインに関する問題として、特にブルパップ方式でのショルダーストック部分は主要機器の集約する場所だけあって大きくなりがちで、見た目としても重く感じてしまう。そこで開発総責任者のザルマン・シェベスは、ストック全体に段差やラインを多めに彫り込んだ独特なデザインで、ライフル自体を小さく見せて視覚的に解決する事とした（それでも実際に後方寄りな重量バランスのため、ユーザーの判断により前述の方法を取られる事もある）。
現行モデルのハンドガードには、握りやすさを改善するための盛り上がった線が六本追加された他、軽量化対策や握りやすさの改善策としてトリガーガード/グリップにも溝を彫り込んでいる。最近のモデルではピカティニー・レールを標準装備した改良型ハンドガードが供給されている。TAR-21、CTAR-21、STAR-21、GTAR-21のタボールのストックは共通だが、X95のみ様々な条件を前提とするため別デザインの物となっている（後述するX95の項目を参照）。
作動機構は、AK-47をほぼそのままコピーしたガリルとは異なり、新規設計のガスオペレーション/ロングストロークピストン/ロテイティングボルト・システムを採用している。これは、AR-18の機構をアレンジした物で、オリジナルとの違いはショートストローク式ピストンをロングストローク式ピストンに置き換え、ボルトロッキングラグを他には見られない大小4個の特異なデザインに変更した点にある。このため、AR-18やM16系で採用されている7個のマイクロロッキングラグよりもボルト作動の確実性やクリーニングの容易さを高めたものとなっている。
工作精度や製造ノウハウの安定していない最初期の試作モデルでは、ガリルより粉塵に弱いとされるM4A1と比べても作動不良が続出したらしく、一度は1998年に行われたイスラエル軍新規制式突撃銃トライアルにおいて落選してしまった。しかし、テストの結果を反映させ、また、工作精度やノウハウそして生産ライン確立の過程で徹底的に改良され、2003年頃にようやく完成した量産モデルの性能がイスラエル軍に認められて採用された（ちなみに、このような完成までの経緯はウージーやガリル、ネゲヴなど、IWI社製銃器全般に共通する事柄である）。
口径5.56x45mm（SS109）系列の弾薬を使用し、基本的にはM16系（STANAGタイプ）の30発マガジンを使用するが、アダプターを併用することにより、ガリル用の35発マガジンも流用できるなど、既存アサルトライフルとのマガジンの共通性を図っている。理論的にはM16用100発ドラムマガジンや、ガリルARM用50発ロングマガジンも装着することは可能ではあるが、ブルパップ方式のデザイン上、構えや安定性が悪くなるため推奨されない。
同様にブルパップ方式のデザイン上、アイアンサイト（金属式照準器）で照準を付けることが難しいので、タボールにはドットサイト（光学式照準器）が標準装備としてバーチカル・グリップ上部の通風孔の上に装着可能であるが、後に非常用アイアンサイトも追加された。これらについては後述する。ブルパップ方式は基本的に薬莢の排出方向で右利きか左利きかで改造を施さなくてはいけないが、タボールはコッキングハンドルを反対側に付け変え、使用しない側の排莢口を塞ぐといった最小限の改造で両利き対応としている。なお、コッキングハンドルの無い部分にはピカティニー・レールを装着可能で、様々なオプション機器を取り付け可能である。同様にセレクタースイッチも利き手により変更されるほか、イスラエル軍において広く扱われるM16系突撃銃のスイッチの位置と合わせており、移行した際の違和感を少なくしている。
他に、射撃姿勢時に射手の顔面横に薬室が位置するため、シェベスは万一の弾薬の異常燃焼事故に対処すべく、高圧ガスを前方へ逃がして被害を最小限に食い止めるメカニズムを新たに開発した。このタボール独自のメカニズムには特許が下りている。また、最終弾の発射後には薬室を開いたままとするボルト・ホールドオープン機構も備えている。
フラッシュハイダー（消炎器）にはライフルグレネードやサウンド・サプレッサー（サイレンサー、減音器）を装着可能で、銃身には銃剣（バヨネット）装着用のアタッチメントを取り付けて銃剣戦闘も可能としている。ハンドガードは取り外し可能で、取り替えて専用のオプションを取り付けることができる。
なお、2009年度のIWI社の大規模な方針転換およびカタログリニューアル計画の一つとして、タボールの一種として開発されたが特異な位置付けにあったマイクロ・タボールMTAR-21をX95に改称、派生の別モデルとして完全に独立させた（後述）。

## バリエーション
タボールには使用目的により、以下の九種のバリエーションが存在する。

### TAR-21（タボール・スタンダード・モデル）
後述するX95（マイクロ・タボールMTAR-21）とシビリアン･モデルを除く全てのタボールの基本形。後述のCTAR-21、STAR-21、GTAR-21とストックや基本部品などは共通で、この四つを総称し「タボール21シリーズ」とも呼ばれる。
全長725mm、バレル長460mm、ライフリングは6条・7インチ右一回転。重量は前述の通りで約2,800gだが、基本オプションを追加すると約3,300gとなる。銃口初速は910m/s。ストックのカラー・バリエーションはオリーブドラブ、イスラエルグリーン、ブラックなどがあり、現在ではブラックが標準となっている。
タボールには専用のドットサイトとして、EOテック社のサイトとデザインがよく似たITL社製のMARS（マーズ）サイトがある。これは、真中に赤い光点を表示してそれを照準とするレッド・ドット式であり、レーザーサイトも付属していたが、最近ではMARSより安価なメプロライト社のM21（リフレックス式）およびモア（Mor、MARSと同等の機能を持つ）など、別のサイトを取り付けている場合も多い。
ドットサイトを標準の照準器としているものの、照準器の故障や電池切れなど、トラブルの際にのみ使用する非常用アイアンサイトも存在する。ハンドガード上部の通風口を兼ねた部分にある折りたたみ式フロントサイトと、照準器取付け部の真下にある折りたたみ式のリアサイトがそれである。基本的にリアサイトは照準器を外さなければ使用できないが、前述のMARSサイトには一体成形の簡易的リアサイト用途の溝が上部に存在し、これと組み合わせる事でアイアンサイトとすることができる。
サイト取り付け部の後ろには、ITL社やメプロライト社で生産される暗視スコープやブースタースコープがねじ込み式で取り付けることができる。そのため、ドットサイトと組み合わせて、暗闇でも容易に照準を定めることができる。装着されたマガジンは挿入口前方にあるレバー式のマガジンキャッチ・スイッチを押して取り外せる。
ハンドガードを取り外し、アメリカ軍などが制式採用しているM203 グレネードランチャーを装着可能であるが、ランチャーのバレルが長いため、バランスがあまり良くない。この箇所は今後改良される可能性がある。ちなみに、暗視スコープ用取り付け部に専用のランチャー用サイトを取り付けられる。他に、後述のSTAR-21用バイポッドを取り付け、簡易的な軽機関銃としても利用できる。
最近では、タボール・シリーズを更に発展させた「タボール2/タボールOICW」と呼ばれる最新鋭の全天候対応型「MPRS」光学サイトを取り付けたモデルや、装甲車両の防弾ガラスに小改良を施しガンポート化した上で、タボールを取り付けてポートガンとするための専用装着パーツも公開されている。

### CTAR-21（コンパクト・タボール）
基礎のTAR-21よりバレル長が80mm短い380mmの長さのバレルを装備したカービン（騎兵銃）・モデル。初期のモデルはコマンド（Commando）、コマンダー（Commander）などと呼ばれていたが、現在のIWI社では"コンパクト（Compact）"が正式な名称である。
全長は640mmで、重量はTAR-21よりも軽い2,700g（基本オプション無し、オプション取り付け時3,230g）、銃口初速は890m/sである。全長が短く小回りが利くため、メーカーは落下傘兵、戦車兵、特殊部隊向けとしている。イスラエル軍では、このCTAR-21の方がTAR-21より多く配備されている。
ディスカバリーチャンネルの「フューチャー・ウェポン・21世紀　戦争の真実では、ナビゲーターのリチャード・マコウィッツがCTAR-21をイスラエル軍の施設でテスト射撃し、300m先の標的の頭と肩に命中させている。

### STAR-21（シャープシューター・タボール）
TAR-21のハンドガードを前述のバイポッド付きハンドガードに取替え、ドットサイトの代わりに各種狙撃用照準器を取り付けるためピカティニー・レール付きとしたタボール・シリーズ中の簡易狙撃用モデル。CTAR-21と同じく初期のモデルはシャープシューティング（Sharp shooting）とも呼ばれていたが、現在ではシャープシューター（Sharp shooter）となっている。
バレル長と銃口初速はTAR-21と同じだが、様々なオプションを取り付けているため約4,730gと、タボール・シリーズの中では重い部類に入る。従来の狙撃銃でも採用される米国ハリス社製の汎用バイポッドが標準だが、近年ではFA-MAS風のバイポッドを装着したモデルもある。
分隊狙撃手向きモデルで狙撃には適しているものの、5.56x45mmの有効射程は200-300m前後なので、あくまで「簡易」的に使うのが基本であろう。なお、イスラエル軍ではSTAR-21そのものではなく、バイポッドや狙撃用照準器を組み込み、分隊狙撃運用向けとしたCTAR-21を扱っている。

### GTAR-21（グレネードランチャー・タボール）
M203を取り付けたTAR-21の名称。本来「GTAR-21」は非公式な通称であまり一般的ではなかったが、2009年度からIWI社の方針転換により、正式な名称となっている。
M203を取り付けた影響から全長853mm、重量5,700gと、タボール・シリーズの中では最もサイズが大きい。イスラエル軍ではCTAR-21に次いで使用される。
全長の長いM203を取り付けた際のバランスが良くない点を改善すべく、2010年からM203より多少短いブルガリアのアルクス（Arcus）社製40 UBGLも新規オプションとして追加された。
ウクライナのフォート社がライセンス生産したモデルでは南アフリカのミコル社製40mmUBGLが装着されていた。
2014年からはIWI製のIWI GL 40に変更された。IWI GL 40はTAR-21とX95に対応すべく設計されており、銃身が短いCTAR-21やMTAR（ピカティニー・レール）にも装着が可能である。

### MTAR-21（マイクロ・タボール）
MTAR-21（マイクロ・タボール）として、従来のタボールの設計を元にサブマシンガン並みの全長を実現したタボールの一系統であった。CTAR-21よりも短いが、そのため、本来のタボール系統とは若干異なった形状のストック、ハンドガードからグリップ上部に移動したコッキングハンドル、専用サウンド・サプレッサー取り付けを前提とした広い銃口付近の開口部や口径9mmサブマシンガン・モデルの存在（後述）など異なる部分が多く、過去のメーカーのオンラインカタログの同じアサルトライフルのジャンルでも他のモデルと区別して扱われていた。
2009年におけるIWI社の大規模な方針転換の一環として、MTAR-21はX95に改称され、本来のタボール・シリーズとは完全に独立した派生モデル扱いとなった。ただし、基本仕様や外見は変わらず、メーカーのカタログ（一部）ではマイクロ・タボール（MTAR-21）の名称も引き続きニックネームとして併記されている。
最初期の試作型MTAR-21は、ハンドガードまで切り落としたような特徴的なスタイルだったが、そのあまりにも短すぎる全長からバランスが悪く、二世代目からはハンドガードが追加され、グリップが独自のピストル・グリップに変更された。その後三世代目からは従来のタボールに近いデザインのグリップに変更された。また、マガジンを取り外す際のスイッチはレバー式ではなく押ボタン式に変更されている。

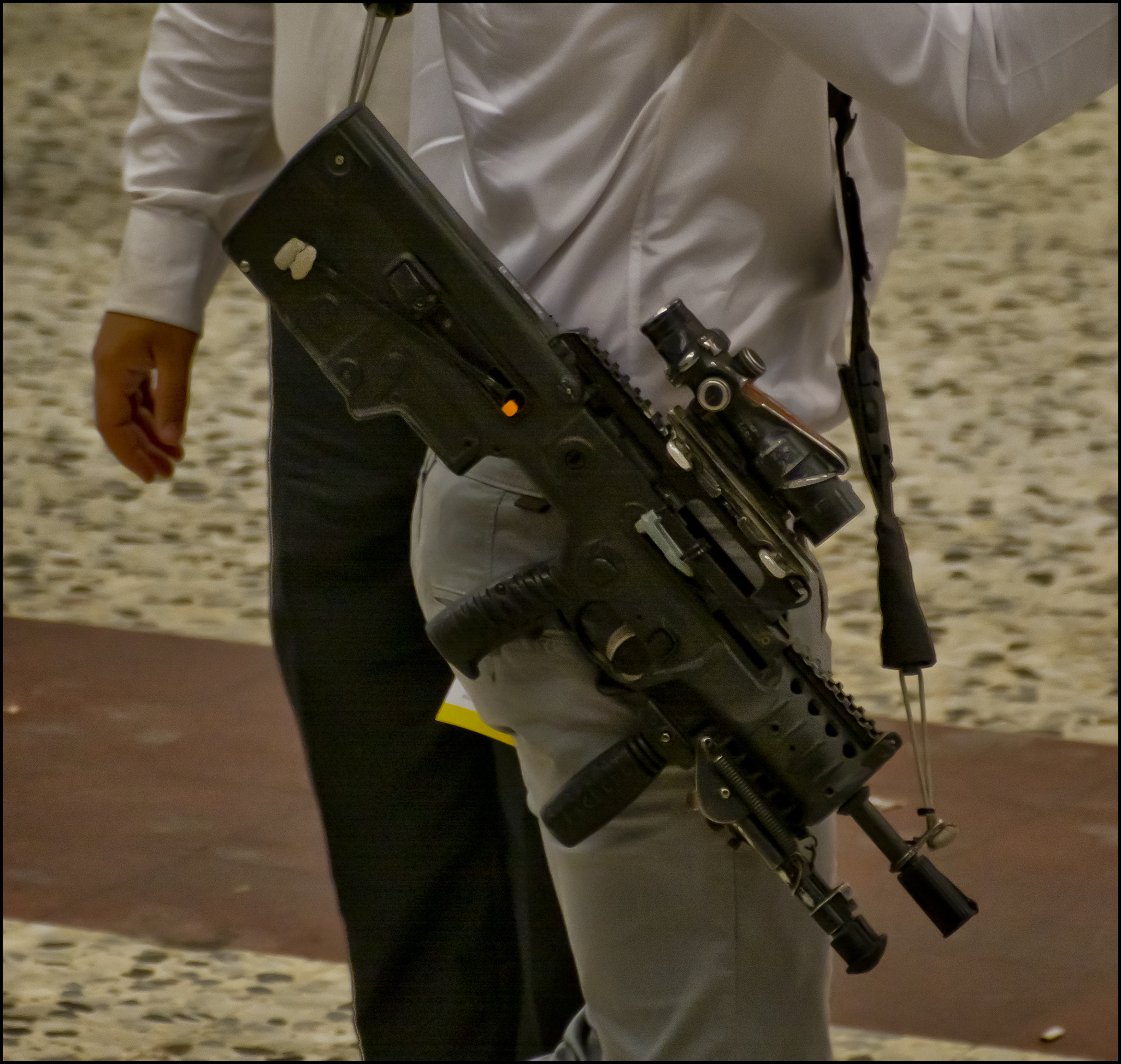
X95L（マークスマン・マイクロタボール）

また三代目には銃身長を15インチに延長したマークスマン・マイクロ・タボール（X95L）とM203を装着可能な様に銃身を延長したモデルが存在する。
銃口付近の開口部が広いことを利用して、専用のサウンド・サプレッサーが取り付け可能である。これはタボール・シリーズが汎用品を利用することに対し、IMI（IWI）社オリジナルのオプションパーツであり、銃身ほぼ全体を包み隠すタイプの品である（ただし、フラッシュハイダーは共通品なので、汎用サプレッサーも取付けられる）。
最大の特徴として、口径5.56x45mmモデルが基本だが、同社のウージー用32発マガジン（試作モデルではグロック・ピストル向けロングマガジン）を流用、作動機構をクローズド・シンプルブローバック方式へ変更し、口径9x19mm（9mmパラベラム/ルガー）に変えたサブマシンガン・モデル、および5.56x45mmモデルから改造するコンバージョン・キットがある。内部機器とバレル、マガジンを交換するだけなので、ストックに取り付けたドットサイトなどのオプションパーツはそのまま引き継いで使用可能な利点を持っている。口径そのものを変える機能は従来型タボール・シリーズには存在せず、よりユーザーの要求に合わせられることも大きな相違点となっている。
5.56x45mmモデルのバレル長は330mm、全長は590mmだが、重量は2,950gと、意外にCTAR-21より重いのも特徴である。メーカーではCTAR-21と同じく特殊部隊向けモデルとしている。

### X95
タボール・シリーズから派生したモデル。
初期型はMTAR-21から名称変更したものだったが、2013年中頃からハンドガードの形状を変更、 銃身長419mm（16.5インチ）モデルの登場で、MTAR-21とは別物となった。
ハンドガードの形状変更が最大の特徴であり、側面と底面にもピカティニー・レールがあり、専用カバーが取り付けられている。上面のピカティニー・レールは以前のタボールシリーズと異なり、一体化されたレールがマウントされている。ユーザーの要求に合わせて、ピストル・グリップのパーツ交換が可能となっている。
2015年からIWIのアメリカ法人IWI US社でもセミオンリーの民間向けモデルの販売が始まり、銃身長470mm（18.5インチ）のモデルも販売された。
使用弾は5.56x45mm、5.45x39mm、.300AAC Blackoutの3種類のライフル弾と9x19mmのピストル弾がラインナップされている。

### タボール7
7.62x51mm NATO弾のモデルとして2017年に発表されたもの。マガジンはナイツ SR-25のマガジンと同規格のものに対応している。

### ジッタラ（Zittara）
後述のインド軍が最も興味を示し、タボール系統の中でも特に購入したモデルはMTAR-21（X95）であったが、それとは別にインド軍は同国製INSASライフルにも採用された口径5.56x30mmミンサスのモデルをIMI社（当時）に発注した。この5.56x30mmミンサスを採用したMTAR-21はジッタラと名付けられ、IMI社のカタログにはないインド独自の亜流モデルとして位置づけられた。当初はIMI社生産の品を直接購入していたが、後にタボール自体のライセンス権を購入し、インド国内での生産も開始した。主にインド軍の特殊部隊で採用されているほか、イスラエル軍特殊部隊でもテスト採用されている。
なお、"ジッタラ"と言う名称は後のインド軍におけるタボール全般のニックネームにもなったが、インド以外の諸外国でジッタラと言えば5.56x30mmミンサスのモデルのみを指す場合が多い。

### シビリアン・モデル
通称タボール・カービン。MTAR-21を元に製作されたタボールの民間販売用で、バレット社がディーラーとして米国内で販売していたが、現在は生産が中止されている。
なお、現在でも一般民間販売用としてのセミオートマチック仕様のタボールは存在するが、これはTAR-21をセミオートのみにしただけで、軍・警察用モデルとほぼ変わらない外見である。オリジナルのIWI（イスラエル）製がカナダやヨーロッパなどに輸出されている他、2012年には銃規制法の関係上セミオート仕様であっても輸入販売は困難であったアメリカでも、複数のパーツをアメリカ国内で生産し組み立てた上でアメリカ製セミオートライフルとし、銃規制法の問題を解決した民間向けタボール（フルサイズのTAR-21）の販売がアメリカ代理店チャールズ・デイリー社より発表され、後にIWI社により直接の米国代理店IWI US社および専用の製造ラインを設立し、タボールSARの名称でUZI プロと共に生産販売される事となった。
5.56x45mm弾以外に、9x19mm弾を使用するモデル、アメリカ市場で人気のある.300AAC Blackout弾モデルも販売されている。

### フラットトップ
近年の多様化する軍事マーケットへの対応策として2012年に発表された、従来品以上に多くのオプションパーツ装着を可能とするべくコッキングハンドル上部の折りたたみ式リアサイト部分から専用のドットサイトベース・ねじ込み式専用オプションサイトベース部分までをロングタイプのピカティニー・レールに置き換えたモデル。この仕様変更に伴い、非常用アイアンサイトはオプション装着の邪魔にならないよう、従来より小型でレール内に収納されるタイプに改修されている。
タボールおよびX95の全機種でオプションとして選択可能で、アメリカ市販型セミオートモデルSARではこのタイプが標準となる予定である。

### タボール TS-12
セミオートショットガンモデルで、口径は12ゲージ。18.5インチのバレルアンダーにトリガーガード内部のリリースボタンの操作による3本の手動回転式チューブマガジン（1本のチューブに2.75インチショットシェルが5発、もしくは3インチショットシェルが4発）を内蔵しており、装弾数は計15発、もしくは12発となっている。レシーバートップにはピカティニー・レールを搭載。セーフティはクロスボルトセーフティが採用されている。アンビデクストラウス仕様により、左右両側からロード、アンロードが可能である。3.6kgもの重量から反動も小さくなっている。

## タボールの採用状況

### イスラエル国内
イスラエル軍では初期の試作モデルを少数購入しテストを行った後、制式突撃銃として採用が決定した後はIMI（IWI）での生産体制が確立すると共に、各部隊に少しずつ支給されつつある。
タボールが最初に配備された部隊はギヴァティ歩兵旅団（2006年）であり、現在ではゴラニ歩兵旅団（2008年）、ナハル歩兵旅団（2010年）などにも配備されている。主に新兵や幹部候補生を中心にCTAR-21が供給され、一部の兵士にはGTAR-21や分隊狙撃運用向けCTAR-21も供給される。兵士達からは全体的な軽さや全長の短さが評価されている様だ。
イスラエル国内の公的機関なども採用する動きがある。将来的に軍の全ての部隊のアサルトライフルを数年掛けて置き換える予定であるらしい。しかしながら、M16やガリルなど従来のアサルトライフルとの操作感の違いや予算の都合から、キャリアの長いベテラン兵士達への供給は滞っていると言われている。
イスラエル軍の精鋭部隊「サイェレット・マトカル」「サイェレット・ゴラニ」「サイェレット・ギヴァティ」ではテスト目的も兼ねてCTAR-21、MTAR-21が真っ先に採用されている。

### イスラエル国外
- インド

海外で初めに納入したと伝えられるのはインド軍である。IMI社（当時）と2千万ドルの契約が成立している。この内容は3,000挺のタボール以外にも、150-200挺のガリル7.62mmスナイパーライフル、350万ドルのいろいろな照準装置の供給とともに、4つの新しいコマンド大隊をイスラエルのエキスパートが教育するという内容である。後にMTAR-21のライセンス生産契約も結び、自国生産のモデルをジッタラと名付けてインド軍の特殊部隊を中心に採用した。なお、扱ったインド兵士の実戦データや彼らからの要求と意見はIMI（IWI）社にもフィードバックされ、タボールの改良に大きく貢献した。
その後、以下の各国軍が購入、主に特殊部隊用として採用している。
- コロンビア
- グアテマラ
- タイ
- ベトナム
- ナイジェリア
- メキシコ
- トルコ
- ウクライナ

RPCフォート社によるライセンス生産。5.56x45mmと9x19mm以外に独自に5.45x39mmモデルを製造している。ヴェープルと並んでウクライナ軍次期制式突撃銃の候補としている。
- ジョージア
- アゼルバイジャン
- ポルトガル
- エチオピア
- 北マケドニア
- フィリピン
- ブラジル

レイジングブルなどで知られるトーラス（タウルス）社によるライセンス生産。他にもガリルとネゲヴのライセンス生産契約も結んでいる。
- ルワンダ

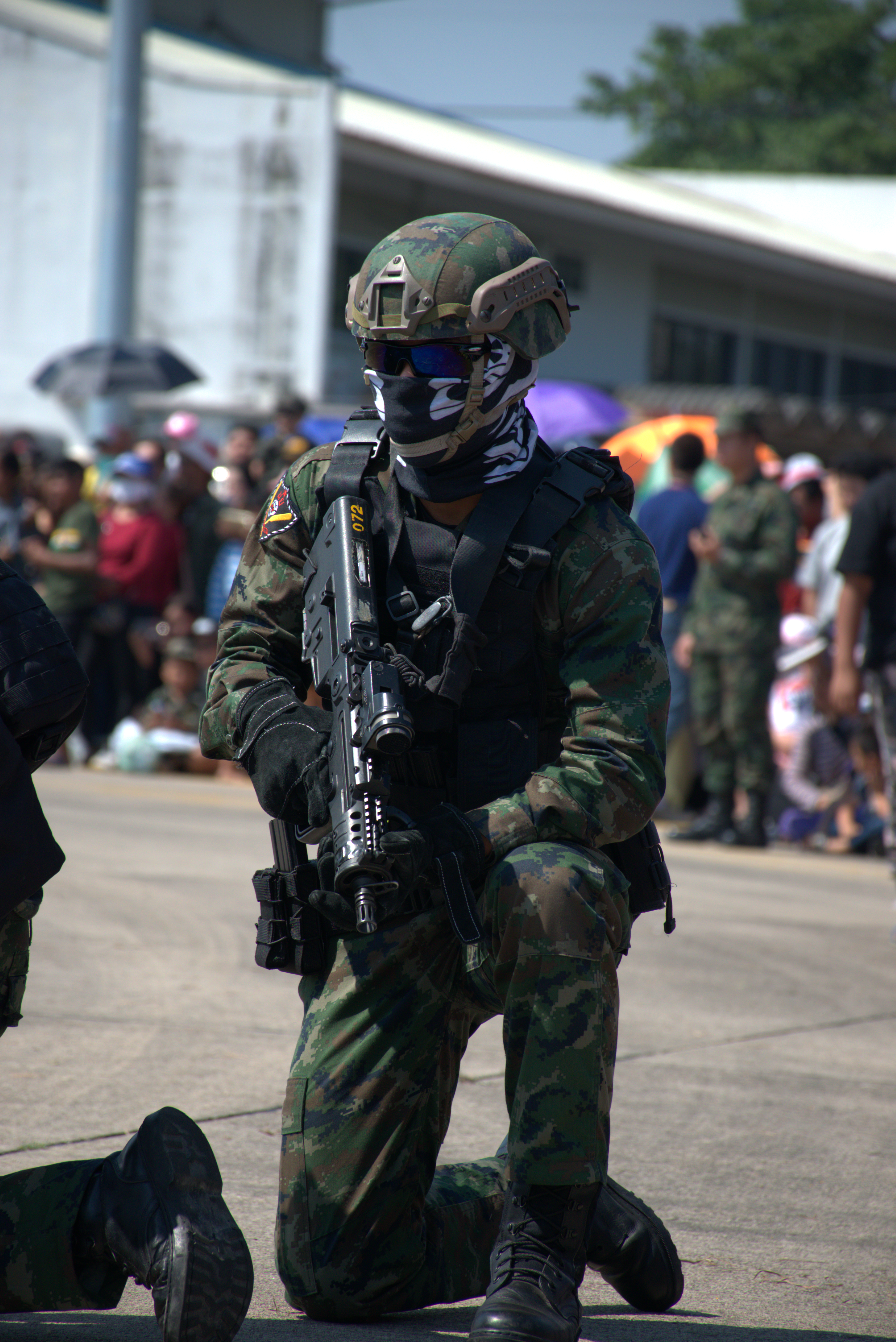
X95を手にするタイ海兵隊員
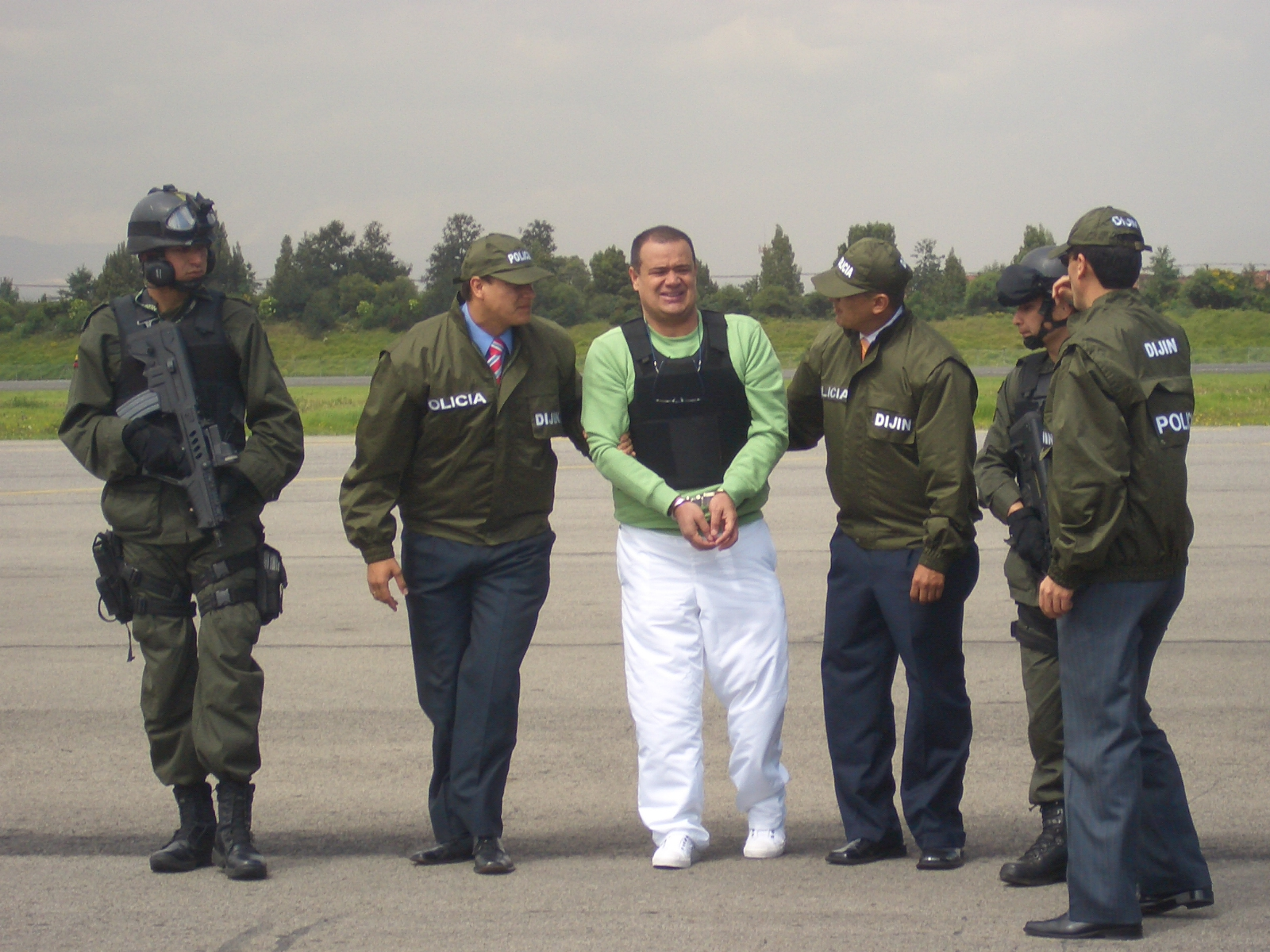
タボール（CTAR-21）を携帯するコロンビア警察の警察官
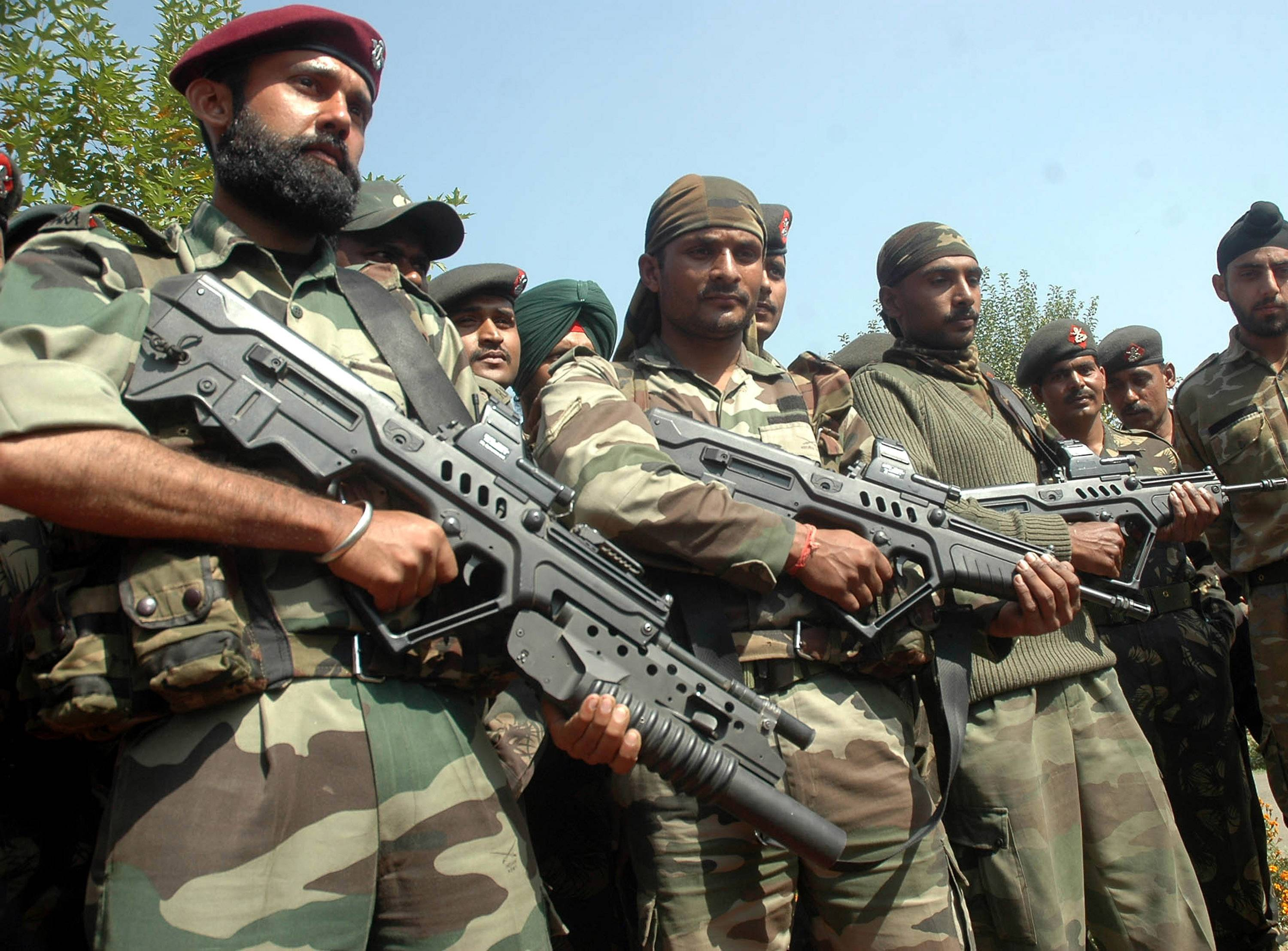
タボールを携行するインド陸軍のパラ・コマンド部隊の隊員
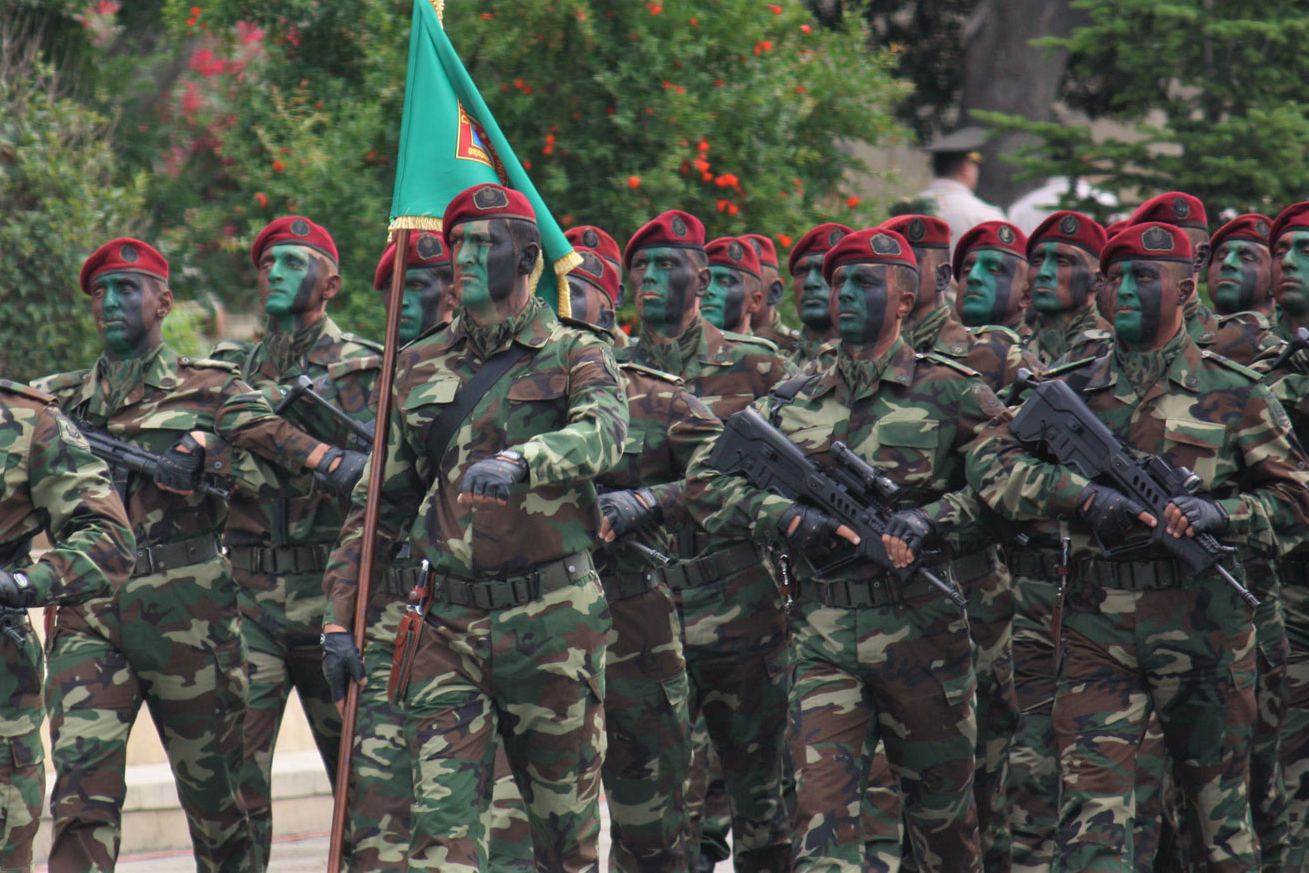
タボールを手に行進するアゼルバイジャン軍特殊部隊
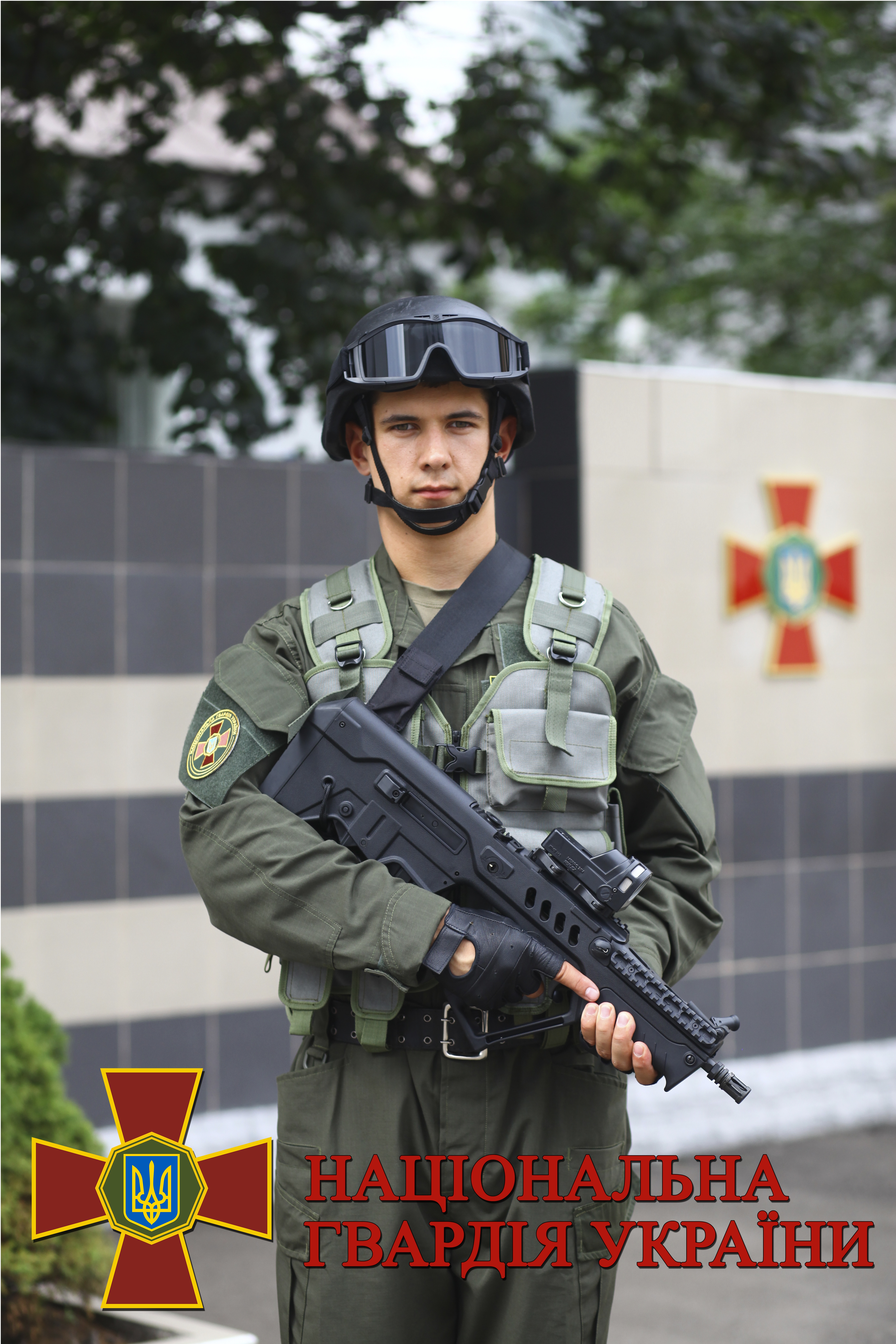
タボールを装備するウクライナ国家親衛隊の隊員。

## トイガンのタボール
香港ARES社がいち早く製品化した。また、IWI社およびイスラエル軍のライセンスを持ち、再現度の高いガリルのトイガンを発売したアメリカのTSIアーモリーズ社、ヨーロッパを本拠地とし、同じくIWI社のライセンスを持つサイバーガン社も製品化を予定している。
また、日本のトイガン最大手である東京マルイ社でも10歳以上ユーザー向けシリーズ、電動ガンボーイズシリーズの第6弾としての発売が発表された。
ガスブローバックガンとしては日本のトイガンメーカーであるKSCからIWI社公認モデルとして刻印まで忠実に再現されたモデルが発売されている。

## 登場作品

### 映画
『バイオハザードII アポカリプス』
最初にタボールが登場した作品である。アンブレラ社の傭兵部隊「U.B.C.S.」の制式銃として、CTAR-21が登場する。ドットサイト、タクティカルライト、レーザーサイトを装着している。
この記事が掲載された国際出版社発行の月刊Gun年3月号にはプロップガンとして使われたCTAR-21の写真が掲載されているが、元はこの銃が試作生産テスト用モデルであったことと撮影で酷使されたためか、グリップ上部の通風孔部分にヒビが走っている。
『バイオハザードV リトリビューション』
『バイオハザードII』と同じく「U.B.C.S.」の制式銃として、CTAR-21が登場する。M-21 リフレックスサイトとタクティカルライトが装着されている。
『ブラック・スコルピオン』
主人公と相棒の女刑事が悪徳警官の車から失敬した物を交互で使用する。本作で使われたのはCTAR-21。
『マックス・ペイン』
『ワールド・ウォーZ』
イスラエル軍兵士が使用する。

### アニメ
『マクロス ゼロ』
工藤シン、エドガー・ラサールが使用する。
『ルパン三世VS名探偵コナン THE MOVIE』
アラン・スミシーの兵士がCTAR-21を所持。その後、アランがこの銃でルパン三世の愛車を破壊する。

### 漫画
『マブラヴ オルタネイティブ』
銃の名称は登場しないが、主人公やヒロインたち、国連軍兵士の所持する銃として使用される。

### 小説
『とある魔術の禁書目録』
猟犬部隊が使用する。

### ゲーム
『Alliance of Valiant Arms』
TAR-21、X95Rが登場。
『ARMA3』
TRG-21として登場。
『F.E.A.R.』
「ASPライフル」という名称でSTAR-21が登場。バースト射撃オンリーとなっている。
『Paperman』
TAR-21が登場。
『SOCOM: U.S. Navy SEALs Portable』
TAR-21が登場。
『Task Force Talon Act of War』
「FMV sequences」という名称で登場。
『Warface』
TAR-21が「Karcom」という名称で、STAR-21が「Karcom SNP」という名称で登場。
『WarRock』
ガラッチャの商品であったが、8月6日よりDinar販売となった。その際に、威力が調整され低下した。
『カウンターストライクオンライン』
TAR-21が登場。
『グランド・セフト・オートV』
「改良型ライフル」の名称でCTAR-21が登場する。
『クロスファイア』
TAR-21が登場。
『ゴーストリコンシリーズ』
『ゴーストリコン ワイルドランズ』
DLCの新勢力『ロス・エクストランへロス』の一般兵およびプレイヤーの装備として登場。
『ゴーストリコン ブレイクポイント』
反乱を起こした特殊部隊『ウルヴズ』およびプレイヤーの装備として登場。
『コール オブ デューティシリーズ』
『CoD:MW2』
TAR-21が登場。専用ドットサイトの他にアイアンサイトも再現されている。
『CoD:BO2』
MTAR-21が「MTAR」という名称で登場。
『CoD:BO3』
「XR-2」の名称で近代化改修を施したものが登場する。
『CoD:G』
MTAR-21が「MTAR-X」という名称でSMG枠として登場。
『CoD:MW』
TAR-21が「RAM-7」という名称で登場。12月4日の大型アップデート「シーズン1」の追加武器として登場する。
『サドンアタック』
「TAVOR」という名称で登場。
『バトルフィールドシリーズ』
『Project Reality（BF2）』
イスラエル国防軍のマークスマンの装備としてTAR-21、ショートタイプのCTAR-21が登場。スコープにACOG TA31を装備している。
『BF3』
カービンライフルとしてMTAR-21が登場。
『BF4』
拡張パック「China Rising」にて実装。全カービン中最大のレートを誇る。
『レインボーシックス』
MTAR-21が登場。
『レインボーシックス ベガス』
『レインボーシックス ベガス 2』
MTAR-21が登場。
『ドールズフロントライン』
星4アサルトとしてTAR-21が登場。
星5サブマシンガンとしてX95が登場。